# C. A. Beug

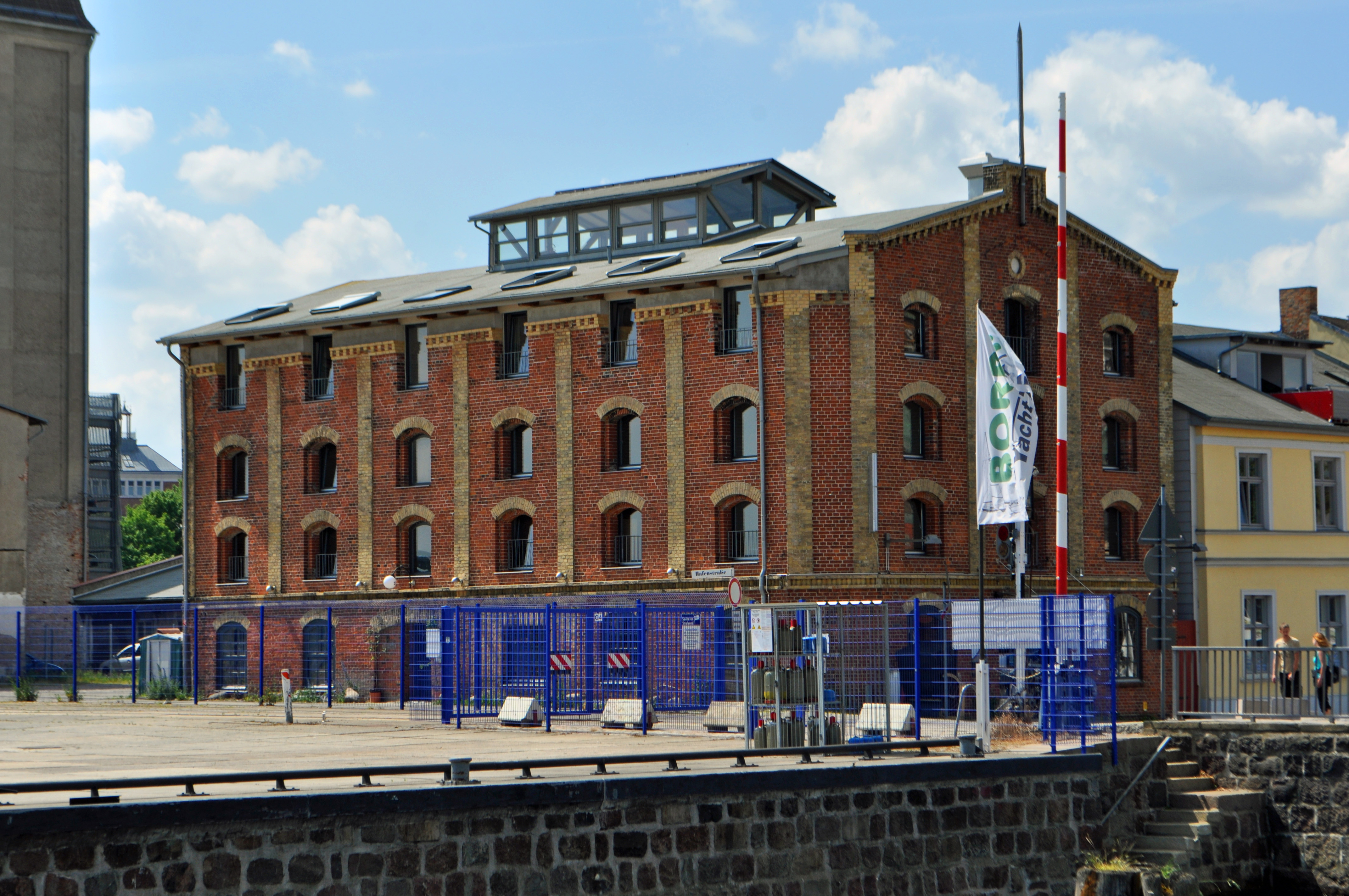
Ehemaliges Speichergebäude des Unternehmens C. A. Beug am Hafen (2013)

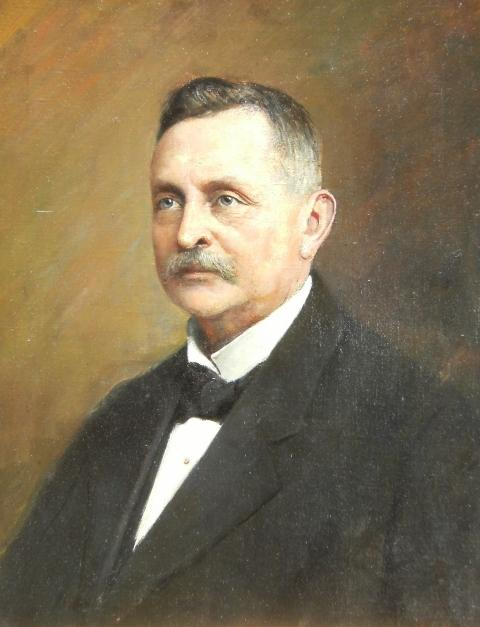
Firmengründer C. A. Beug

C.A.Beug ist  eine ehemalige Firma in Stralsund, deren Geschäftsfeld eine Braunbierbrauerei, den Handel mit Getreide, Kohle, Eisen, Treiböl und die Herstellung von Maschinen für die Landwirtschaft umfasste und die in der zweiten Hälfte des 19. Jahrhunderts eine der größten Reedereien Preußens war.

## Geschichte
Der am 6. Juni 1816 in Barth geborene Jacob Carl August Beug fuhr zunächst wie seine Vorfahren zur See und erlernte später den Handel. Die Firma gründete er am 5. Mai 1843 in der Stralsunder Heilgeiststraße Nr. 57. 
Nach seiner Übersiedlung nach Stralsund erwarb er das 1817 von seinem Schwiegervater, Johann Carl Martin Rodbertus gegründete Geschäft, eine Getreidehandlung, Braunbierbrauerei und Mälzerei und erweiterte den Getreidehandel um eine Reederei und den Handel mit Kohle und Eisen. Es gelang dem jungen Unternehmer, sich bereits in den ersten Jahren einen Namen als Korrespondenzreeder zu machen. In der Mitte des 19. Jahrhunderts und besonders nach dem Deutschen Krieg (1866) und dem Deutsch-Französischen Krieg (1870/1871) gedieh die Schifffahrt in ganz Preußen. Routen zwischen New York und Singapur wurden von Stralsunder Schiffen befahren. Den Übergang zur Dampfschiffreederei jedoch verpasste die Firma C.A.Beug.
Carl August Beug, der Sohn des Gründers, wurde 1854 in Stralsund geboren. Er weitete den Handel mit englischer Kohle und Eisen aus und erwarb das Grundstück Hafenstraße 13. Er ließ dort 1874 nach der Entfestung Stralsunds einen Hafenspeicher bauen, das erste Steingebäude auf den erst in den 1860er Jahren aufgeschütteten Hafeninseln.
Der Kauf der beiden großen Güter Klein Miltzow (277 Hektar) 1878 und später des Rittergutes Udars-Lehsten mit Anteilen in Seehof und Schaprode auf Rügen erweckte nach dem Rückgang der Reedereigeschäfte das Interesse des Gründers und dessen Sohnes Carl August an der Herstellung von Landmaschinen. 1891 konnte nach dem Konkurs der 1872 erbauten Maurerschen Eisengießerei und Maschinenfabrik dieses Grundstück an der Greifswalder Chaussee, nahe der Gasanstalt, erworben werden. Diese Fabrik wurde zur Herstellung von Landmaschinen um- und ausgebaut.
Die Leitung des Unternehmens übernahmen nach dem Tod des Gründers die Brüder Gerd Beug und Karl Friedrich Beug.
Der Erste Weltkrieg hemmte die Entwicklung. Im Mai 1918, zum 75-jährigen Firmenjubiläum, betrug die Belegschaftsstärke der Maschinenfabrik etwa 70 Mitarbeiter. In den Folgejahren trafen weitere Erschütterungen und wirtschaftliche Not, durch Inflation, Arbeitslosigkeit und Verschuldung der Landwirtschaft, die Firma. Nach wenigen Jahren des durch den Zweiten Weltkrieg bedingten Aufschwungs begann ab 1945 das Ende der Firma C.A.Beug. Im März 1948 wurde die gesamte Firma aufgrund des Befehls 124 der Sowjetischen Militäradministration in Deutschland beschlagnahmt.
Von allen Betriebsgebäuden der Beugs sind nur noch das Kontorgebäude Hafenstraße 15 und der Speicher Hafenstraße 13 erhalten. Beide Gebäude stehen heute unter Denkmalschutz. Der Hafenspeicher brannte leerstehend 2001 aus, wurde 2008 restauriert und wird jetzt als Apartment-Hotel genutzt.